# Bacabal Esporte Clube
El Bacabal Esporte Clube és un club de futbol brasiler de la ciutat de Bacabal a l'estat de Maranhão. Va ser el 14 de maig de 1974. Bacabal va guanyar el seu primer trofeu el 1977, el vèncer la segona ronda del Campionat de Futbol de Maranhão.

## Història
El Bacabal Esporte Clube va ser fundat el 12 de març de 1974. Va guanyar el Campionat maranhense el 1996, en derrotar el Sampaio Corrêa i el Caxiense a la fase final.
El 2008 es campió de la Copa de Sao Luis, i això els permet classificar-se per el Campionat Brasiler de Sèrie C.

## Estadi
Bacabal juga els seus partits a l'Estadi José Luís Correa (Correão). Té una capacitat per a 12.000 espectadors.

## Palmarès
- Campionat maranhense: 1

1996
- Copa de Sao Luis: 2

1991, 2008

## Jugadors importants
Adílio
 Andrade
 Sérgio Manoel
 Donizete Amorim
 Yan
 Dutra
 Tico Mineiro

## Entrenadors
Roberto Carles Nogueira (2019,2021)
 Carlos Ferro (2020)
 Erasmo Forte (2018)
 Marlon Cutrim (2017)
 Wemerson Carvalho (2018)
 Kleber Sousa (2021)
 Álvaro Serafim (2018)
 Kléber Sobrinho (2017)
 Rido Moura (2021)

## Himne
El himne va ser compost per compositor Zé Lopes
Esquadrão de frente Bacabalense
No peito franco da multidão campeã
Bate a um coração azul e branco
Misturando em cores a raça das pessoas
O abraço sincero no grito de objetivo
Mostre sua força, sua grana, tudo no final
Você é o Leão de Mearim
Esquadrão bacabalense para frente
No peito franco da multidão campeã
Bate a um coração azul e branco
Misturando em cores a raça das pessoas
O abraço sincero no grito de objetivo
Mostre sua força, sua grana, tudo no final
Você é o Leão de Mearim
Você tem a tradição no futebol
Você é o favorito, você é o mais amado
Seu povo sofrendo, feliz e corajoso,
tremendo, suando, delirando, suspirando de tanta emoção
Bacabal Esporte Clube,
O futebol é o coração
Bola para a frente, nosso grande campeão
Bacabal Esporte Clube,
A alegria do povo
Caro BEC, orgulho do meu Maranhão